# Etziken
Etziken (gsw. Etzike)  – miejscowość i gmina (niem. Politische Gemeinde) w Szwajcarii, w kantonie Solura, w jednostce administracyjnej (Amtei) Bucheggberg-Wasseramt, w okręgu Wasseramt. 

## Demografia
W Etziken mieszkają 1 023 osoby. W 2021 roku 11,5% populacji gminy stanowiły osoby urodzone poza Szwajcarią. 

## Transport
Przez teren gminy przebiega droga główna nr 269.